# Scrooged
Scrooged (en España, Los fantasmas atacan al jefe; en Hispanoamérica, Los fantasmas contraatacan) es una comedia estadounidense de 1988 escrita por Mitch Glazer y Michael O'Donoghue y dirigida y producida por Richard Donner. La película moderniza a la vez que parodia el relato de fantasmas Cuento de Navidad, que Charles Dickens escribió y publicó en Londres en 1843. En esta versión cómica del relato de Dickens, el personaje principal de la historia, Ebenezer Scrooge, se ve rebautizado como Frank Cross y está interpretado por el actor Bill Murray.

## Argumento
Francis Xavier Cross (Bill Murray) es un importante ejecutivo de televisión cuyo único objetivo es conseguir la máxima audiencia de su cadena (la IBC) a cualquier precio. Pero su gran éxito y riqueza los ha conseguido gracias a su detestable personalidad: engaña cuanto puede, solo guarda las formas ante personas más poderosas o que a él le interesan, es insensible y sarcásticamente cruel, y no duda en despedir a uno de sus empleados, Eliot Loudermilk (Bobcat Goldthwait), el día de Nochebuena, solo por criticar tímidamente el anuncio propuesto por Frank de su mayor éxito en la televisión, una representación en directo de la conocida obra Cuento de Navidad, de Charles Dickens. Además de ignorar a su hermano James (John Murray) y hacer trabajar demasiado a su asistente, Grace Cooley (Alfre Woodard), una pobre mujer que con su sueldo tiene que mantener a toda su familia, incluido su hijo pequeño que es incapaz de hablar.
Pero todo cambia cuando recibe la visita de su amigo y anterior jefe, Lew Hayward (John Forsythe), con la particularidad de que lleva siete años muerto. Lew le advierte que debe cambiar de forma de ser o de lo contrario le ocurrirá como a él, acabará muriendo de forma inesperada. Frank inicialmente no lo acepta, creyendo que está sufriendo una alucinación; pero al día siguiente empiezan a suceder cosas extrañas, muy similares a las que le ocurren al famoso Ebenezer Scrooge en la historia que la cadena de televisión está produciendo.
El Fantasma de las Navidades Pasadas (David Johansen) aparece como un conductor de taxi de Nueva York y secuestrando a Frank remonta a su infancia en 1955, a finales de su adolescencia en 1968, cuando tuvo su primer trabajo en la televisión y conoció a la que sería su amor de juventud, Claire Phillips (Karen Allen); a 1969 por su aniversario con Claire, y 1971, año en el que prefirió su trabajo, Frisbee the Dog, a estar con ella. La secuencia muestra cómo Frank se convirtió gradualmente en el hombre cínico que es en el presente.
El Fantasma de las Navidades Presentes (Carol Kane) aparece entonces como un hada de tamaño natural que disfruta golpeando a Frank. Ella le muestra cómo la familia de Grace vive en la pobreza a causa de su avaricia y también lo mucho que su hermano le echa de menos.
Tras esto, Eliot Ludermilk, borracho y furioso, irrumpe en la oficina con una escopeta e intenta asesinar a Frank. Este consigue refugiarse en un ascensor, en el cual encuentra al tercer fantasma, el Fantasma de las Navidades Futuras, un alto demonio encapuchado con una pantalla de televisión en lugar de rostro que  muestra a Frank un futuro en el que Calvin ha terminado en un hospital psiquiátrico, Claire se ha vuelto tan fría e indiferente como él es, y él acaba muriendo a los pocos años, asistiendo a su funeral tan solo su hermano James y la mujer de este.
Frank finalmente reconoce los errores de los caminos que ha tomado en la vida y pide una segunda oportunidad. Aparece de nuevo en el ascensor, justo como la transmisión en vivo está terminando. Aborda a Eliot, que todavía quería matarlo, y le promete un nuevo empleo. Después, ambos se hacen por la fuerza con el control de la emisión del programa en directo Cuento de Navidad (gracias a la escopeta de Elliot), e irrumpe delante de las cámaras iniciando un discurso sobre lo importante de pasar las Navidades con las personas que realmente nos importan en vez de viendo la televisión. La película finaliza con Calvin, el hijo pequeño de Grace, volviendo a hablar y con Claire reconciliándose con Frank, todo ello delante de todos los espectadores y el equipo de la cadena de televisión.

## Reparto
- Bill Murray como Francis Xavier «Frank» Cross
- Karen Allen como Claire Phillips
- John Forsythe como Lew Hayward
- John Glover como Brice Cummings
- Bobcat Goldthwait como Eliot Loudermilk
- Robert Mitchum como Preston Rhinelander
- Michael J. Pollard como Herman
- Alfre Woodard: Grace Cooley
- Carol Kane como Fantasma de las Navidades Presentes
- David Johansen como Fantasma de las Navidades Pasadas
- John Murray como James Cross
- Roy Brocksmith como Mike el cartero

- Datos: Q535395